# Colin Sharman
Pour les articles homonymes, voir Sharman.
Colin Morven Sharman, baron Sharman (né le 19 février 1943), est le président britannique du groupe Aviva et ancien président de KPMG International.

## Biographie
Il fait ses études à la Bishop Wordsworth's School de Salisbury et obtient son diplôme de comptable agréé en 1965. Il rejoint Peat Marwick Mitchell l'année suivante et gravit les échelons au fil des ans pour devenir président du groupe renommé KPMG en 1997.
Sharman est nommé Officier de l'Ordre de l'Empire britannique (OBE) dans les honneurs d'anniversaire de 1980, pour services rendus à la communauté britannique aux Pays-Bas.
Il épouse Angela Timmons et a deux enfants, Sarah et Richard.
Le 2 août 1999, il est créé pair à vie en tant que baron Sharman, de Redlynch dans le comté de Wiltshire et entre à la Chambre des lords en tant que pair libéral-démocrate. Il prend sa retraite de la Chambre des Lords le 30 avril 2015.
Lord Sharman est membre du Conseil de surveillance d'ABN AMRO de 2003 à 2007. Il est président d'Aviva Group de janvier 2006 à juin 2012,  administrateur non exécutif de Reed Elsevier jusqu'en avril 2011  et membre du conseil d'administration de BG Group et de Group 4 Securicor.